# Daewoo K7
Daewoo K7 — южнокорейский пистолет-пулемёт созданный Daewoo Precision Industries для спецподразделений, как более дешёвый аналог H&K MP5SD. Конструкция Daewoo K7 основана на автомате Daewoo K1A. В этом пистолете-пулемёте используется интегрированный глушитель.
K7 производится «S&T Daewoo».

## Описание
Daewoo K7 использует патроны 9×19 мм Парабеллум с дозвуковой скоростью пули. В K7 используется автоматика со свободным затвором, а не отвод пороховых газов как в Daewoo K1A. Огонь ведётся с закрытого затвора. Пистолет-пулемёт может вести огонь одиночными, очередями с отсечкой по три патрона и автоматически. Но автоматический огонь может быстро повредить перегородки в глушителе.
Верхняя часть ствольной коробки взята с автомата Daewoo K2 и модифицирована. Приклад и ударно-спусковой механизм взяты с автомата Daewoo K1.

### Глушитель
Глушитель в K7 снижает давление газов и искажает звук выстрела так, что он становится не похож на обычный звук выстрела. Глушитель снижает шум от выстрела до 120 дб.

## Страны-эксплуатанты
- Индонезия: в 2008 году закуплено 189 шт.[3]; их используют боевые пловцы Komando Pasukan Katak и подразделение специального назначения Komando Pasukan Khusus[4].
- Республика Корея: подразделения специального назначения[1].